# Judas (boek)
Judas - Een familiekroniek  is een Nederlands boek uit 2016 van Astrid Holleeder, die hier enkele jaren aan gewerkt heeft. In dit boek beschrijft ze haar familieomstandigheden. In detail komt haar jeugd in het gezin naar voren. Verder gaat het over de relatie met haar broer, de crimineel Willem Holleeder, de overwegingen om tegen hem te getuigen en hoe zij bewijs tegen hem verzamelde.
In de jaren die volgden kwamen er een theatervoorstelling en een televisieserie gebaseerd op het boek.

## Verhaal
Astrid en haar zus Sonja Holleeder besluiten in 2013 te doen wat niemand voor mogelijk hield: ze staan op tegen hun broer Willem Holleeder, die na zijn vrijlating in 2012 tot  'knuffelcrimineel' was uitgegroeid en in televisieprogramma's als gast verscheen. De zussen besluiten belastende verklaringen tegen hem af te leggen waaronder geluidsfragmenten die zij in het geheim hebben verzameld. Dit deden zij samen met Willems ex-vriendin Sandra.
Ze onthullen dat Willem jaren lang zijn familie terroriseerde, bedreigde en afperste.
Het boek speelt zich af tussen 1965 en het heden. Het wisselt af met flashbacks naar spraakmakende gebeurtenissen die zich in het verleden afspelen, waaronder het jaar waarin Willem Freddy Heineken ontvoerde. 
Doordat Astrid zich opstelde als iemand die Willem kon vertrouwen, kon zij zich dicht in de buurt van hem bevinden en geluidsopnamen van hun gesprekken maken. Dit deed ze met als doel hem tot levenslang te laten veroordelen.

## Achtergrond

### Succes
Om veiligheidsredenen werd besloten het boek in het buitenland te laten drukken en het boek werd aan boekwinkels aangeboden zonder titel of auteur. De boekhandelaren wisten op voorhand niet welk boek zij bestelden, tot het moment van uitgave. In diverse interviews naar aanleiding van het verschijnen van het boek gaf Astrid Holleeder aan dat ze ondergedoken zat en vreesde voor haar leven. Ze zag het boek zelf vooral als een testament voor haar dochter. De titel van het boek is een verwijzing naar de Bijbelse figuur Judas, die Christus verraadde en verwijst naar het verraad dat zowel Willem Holleeder pleegde met de liquidaties van degenen die golden als zijn beste vrienden, alsook naar het verraad dat Astrid Holleeder zelf pleegde ten aanzien van haar broer door tegen hem te getuigen. Het boek werd in november 2016 uitgebracht. De 80.000 exemplaren van de eerste druk van het boek waren na de eerste verkoopdag allemaal verkocht. Het boek wist binnen een aantal dagen de koppositie te pakken van De Bestseller 60, het boek wist ruim tien weken deze eerste plaats te behouden. Datzelfde jaar van uitgave werd het boek met 382.974 exemplaren het best verkochte boek in Nederland.

### Internationaal
Het boek werd in 2018 vertaald in het Engels. Het verscheen onder de naam Judas - how a sister’s testimony brought down a criminal mastermind (Judas: hoe de getuigenis van een zus een crimineel meesterbrein ten val bracht). De bestseller verscheen in 2018 onder andere de Verenigde Staten, Frankrijk, Zweden, Denemarken, Polen, Rusland, Spanje, Italië, Canada, Afrika, Australië, Nieuw-Zeeland, Europa, India, Ierland, Midden-Oosten en Verenigd Koninkrijk.

## Bestseller 60
| Boeken met noteringen in de Nederlandse Bestseller 60 | Jaar van verschijnen | Datum van binnenkomst | Hoogste positie | Aantal weken | Opmerkingen |
| ----------------------------------------------------- | -------------------- | --------------------- | --------------- | ------------ | ----------- |
| Judas - Een familiekroniek                            | 2016                 | 09-11-2016            | 1(10wk)         | 81           |             |

## Vervolg
In oktober 2017 verscheen het vervolg op het boek onder de naam Dagboek van een getuige. In dit boek beschrijft Holleeder de negatieve ervaringen die ze als getuige had met justitie.

## Verfilmingen

### Nederland
De filmrechten van het boek werden in Nederland verkocht aan RTL Nederland, deze werkte samen met Videoland om een televisieserie gebaseerd op het boek te maken. Op 6 januari 2019 verscheen de eerste aflevering van de televisieserie Judas op RTL 4. Hier werd hij zes weken lang elke zondag uitgezonden. Sinds deze datum is de serie al in zijn geheel te zien op Videoland. Met hoofdrollen weggelegd voor Gijs Naber, Rifka Lodeizen, Marit van Bohemen, Carry Tefsen, Bianca Krijgsman en Bas Keijzer.

### Internationaal
De filmrechten werden internationaal aan productiehuizen verkocht waaronder: Atlas Entertainment en Amblin Television verkocht. Atlas Entertainment zat achter de film Wonder Woman en het mede door Steven Spielberg opgerichte Amblin Television produceert onder andere de serie The Americans. In oktober 2017 werd bekendgemaakt dat een Amerikaanse serie over het boek gemaakt wordt, wanneer deze zou verschijnen is onbekend.

## Theater
Terwijl er een televisieserie over het boek in de maak was en de filmrechten aan Amerikaanse productiehuizen verkocht werden, verscheen op 31 augustus 2018 Judas als theatervoorstelling. De theatervoorstelling ging op 31 augustus 2018 in première en loopt tot heden nog. De hoofdrollen zijn weggelegd voor Renée Fokker, Eva van de Wijdeven, Trudy de Jong en Margo Dames.